# Kulturnat
Kulturnat er en aften hvor museer, kirker, virksomheder, foreninger og offentlig myndigheder i en by går sammen om at stimulere kulturlivet med en bred vifte af aktiviteter for alle aldersklasser og åbent hus mange steder. Arrangementet har ofte karakter af byfest og fungerer som en fremstående markedsføringsplatform. 
De fleste større danske byer har kulturnatarrangementer, heriblandt Kulturnatten København, KulturNat Århus, Kulturnatten Aalborg, Kulturnat Odense og Kulturnat i Kolding. Ofte afholdes kulturnat i eller omkring oktober, f.eks. fredagen før efterårsferien.
Også en række svenske byer afholder kulturnat, f.eks. Norrköping og Lund siden 1985, men også for eksempel Göteborg, Stockholm, Luleå og Halmstad. Typisk afholdes det en aften i september eller oktober, men enkelte gør det dog om foråret i stedet. I Norge holdes der blandt andet kulturnat i Oslo, Bergen, Trondheim, Tromsø og Larvik.
I Paris startede man i 2002 et lignende koncept, under navnet Nuit blanche. Her bliver det dog blandet op med kunstinstallationer forskellige steder i byen. Hvilket så har spredt sig til andre store byer: Rom, Montréal, Toronto, Bruxelles, Madrid, Lima og Leeds.

## Kulturnatten i København
I København finder Kulturnatten sted fredagen inden efterårsferien og varer det meste af aftenen. Formålet er "at stimulere den kulturelle nysgerrighed og oplevelsesevne hos børn og voksne og meget gerne sammen". Den første kulturnat afholdtes i 1993 med deltagelse af 45 kulturinstitutioner. I 2010 deltog 500 institutioner. I 2011 solgtes i alt 71.000 KulturKit, og 250 institutioner deltog med i alt 650 arrangementer i 2012, hvilket gør Kulturnatten i København til Danmarks største målt på både antal arrangementer og antal besøgende.
For at få adgang til Kulturnattens arrangementer skal man købe et kulturpas i form af et badge eller digitalt på sin mobiltelefon. Kulturpasset giver samtidig adgang til ubegrænset kollektiv transport med busser, tog og metro i Hovedstadsområdet fra kl. 16 til kl. 4 om natten. Børn under 12 år kan få et Børnepas, som er gratis.
Til de populære aktiviteter hører steder, hvor der normalt ikke eller kun i begrænset omfang er offentlig adgang. I 2011 var Københavns rådhus således topscorer med 20.981 besøgende efterfulgt af DR med 12.761 besøgende. Også Nordisk Råd, Miljøministeriet, Københavns Byret, Christiansborg og Københavns Brandvæsen lå i top 10. Men også tre mere traditionelle seværdigheder var at finde på top 10 i form af Tøjhusmuseet, Københavns Zoo og Christiansborg Slotskirke, som alle tre er steder, hvor der normalt ikke er adgang efter mørkets frembrud.
Som noget nyt afholdtes i 2011 afterparty i Tap2 i Carlsberg Byen i Valby. I 2012 afholdtes Kulturnattens afterparty i Vega på Vesterbro.

### Historie og baggrund
I 1910 etablerede Københavns Journalistforbud Rundskuedagen, hvor publikum ved køb af et rundskuehæfte kunne få adgang til museer, virksomheder og en lang række arrangementer. Rundskuedagen blev en stor succes og blev afholdt i 77 år indtil 1987, hvorefter arrangementet blev opgivet. 
Konceptet med besøg hos institutioner og virksomheder blev genoplivet i begyndelsen af 1990'erne og den første kulturnat blev afholdt i 1993, og i 2004 stiftedes Foreningen Kulturnatten i København, der tilrettelægger og gennemfører Kulturnatten en gang om året. Medlemsorganisationerne betaler ikke kontingent, og Kulturnatten er primært baseret på frivillig arbejdskraft. Kulturnatten modtager hverken tilskud fra stat eller kommune, og eneste sponsorat udgøres af den gratis kollektive transport på selve kulturnatten. Salg af KulturKit er eneste indtægtskilde, og et eventuelt overskud kan udelukkende anvendes til at gennemføre kulturelle arrangementer under næste års Kulturnat i København.

## KulturNat Aarhus
På KulturNat Aarhus kan man opleve omkring 70 arrangører stable ca. 300 arrangementer på benene. Det omfatter de store og de små og indbefatter utraditionel kunst, musik, scene, dans og teater. KulturNat Aarhus afholdes i hele Aarhus midtby, hvor stræder, torve og mange af byens bygningsværker er scenerne for de talrige arrangementer. 

### Historie og baggrund
KulturNat Aarhus er en medlemsorganisation ejet af de ca. 100 medlemmer, der hvert år står for nattens arrangementer. KulturNat Aarhus grundlagdes i 1995 af Andrea Rose. Den første egentlige KulturNat Aarhus afholdtes i 1997. 
Formålet med KulturNat Aarhus er primært at vise byens kulturelle scene frem men også at samarbejde og skabe nyt inden for kunsten.[kilde mangler] Heriblandt mindre kendte emner inden for musik, performance, events, teater, installationskunst, billedkunst mm.
I de senere år har KulturNat Aarhus været afholdt med temaer som "Lys i Natten", hvor der var mange stearinlys at finde i midtbyen, "Møder i Natten", hvor der kastedes træhjerter ud i bugten som drev ind med invitationer til at mødes over et tapas-arrangement på selve kulturNatten, og "Stemmer i Natten", hvor der var sang og stemmer i hele byen og Natten klingede til daggry.
KulturNat Aarhus favner endvidere bl.a. samtidskultur, bykultur, børnekultur, indvandrerkultur, ølkultur og studiekultur.